# Novooleksandrivka, Ielaneț
Novooleksandrivka (în ucraineană Новоолександрівка) este un sat în comuna Kalînivka din raionul Ielaneț, regiunea Mîkolaiiv, Ucraina.

## Demografie
Componența lingvistică a localității Novooleksandrivka
     Ucraineană (94,69%)
     Rusă (4,9%)
     Alte limbi (0,41%)
Conform recensământului din 2001, majoritatea populației localității Novooleksandrivka era vorbitoare de ucraineană (94,69%), existând în minoritate și vorbitori de rusă (4,9%).